# Могутин, Юрий Николаевич
Юрий Николаевич Могутин (род. 1 декабря 1937) — российский поэт и прозаик. Отец Ярослава Могутина.

## Биография
Родился в семье писателя, дипломата Николая Равича. После того, как отец был репрессирован, вместе с матерью был выслан из Москвы, вырос на Урале и в Сталинграде. Работал на стройке, в рыболовецком флоте, служил в авиации. Окончил историко-филологический факультет Волгоградского педагогического института. Работал учителем литературы, редактором и журналистом, жил в Кемерово, затем в Вязьме. Окончил Высшие литературные курсы при Литературном институте имени Горького. Член Союза писателей СССР.
Дебютировал в 1960-е годы многочисленными сборниками стихотворений для детей. Позднее публиковал прозу, преимущественно историческую и краеведческую, и стихи для взрослых. В 1987 г. был удостоен поощрительной премии на первом Всесоюзном конкурсе на лучшую детскую книгу (книга стихов «Песенка для весёлого бурундучка»). Лауреат Горьковской премии по литературе 2012 года в номинации «поэзия».
Владимир Личутин по случаю 75-летия Могутина отметил, что это «замечательный русский поэт, настоящее литературное национальное явление». В то же время Дмитрий Кузьмин уличил Могутина в плагиате: две строки его стихотворения, опубликованного в журнале «Литературная учёба», заимствованы у Михаила Айзенберга.

### Сборники стихов
- Ветер Севера. Кемеровское кн. изд-во, 1981;
- Жар под пеплом. М., «Сов. писатель», 1984;
- Пора первого инея. М., «Современник», 1986;
- Магний маленьких молний. М., «Книга», 1990;
- «…Я обнаружил». М., «Ковчег», 2001.

### Проза
- Мудрость Кара-Сагала (сб. рассказов о природе Сибири). Новосибирск, Западно-Сиб. кн. изд-во, 1976;
- Сокровища Абы-Туры (истор. роман). Новосибирск, Зап.-Сиб. кн. изд-во, 1978.
- «На перевале Трех Волков», Новосибирск, Зап.- Сиб. изд. 1976

### Книги для детей
- Мы рисуем шар земной. Волгоград, Нижне-Волжское кн. изд-во, 1966;
- Запишите в космонавты. Волгоград, Н.-Волжское кн. изд-во, 1968;
- Карамельная страна. Иркутск, Восточно-Сибирское кн. изд-во, 1970;
- Мой северный посёлок. М., «Дет. лит.», 1973;
- Говорил Иртыш с тайгой. Новосибирск, Зап.-Сиб. кн. изд-во, 1974;
- Лесное зеркало. М., «Дет. лит.», 1974;
- Ты идёшь по улице. Новосибирск, Зап.-Сиб. кн. изд-во, 1975;
- Индигирка. М., «Дет. лит.», 1975;
- Где живут чудеса. Кемерово, Кемеровское кн. изд-во, 1980;
- Шишкопад. М., «Дет. лит.», 1993;
- Звёзды в котелке. М., «Дет. лит.», 1985;
- Берег бродячих камешков. М., «Дет. лит.», 1989;
- У речки Ершовой. М., «Малыш», 1990;
- Песенка для весёлого бурундучка. М., 1987;
- Нива — Божия ладонь (Духовно-просветительское изд-е для детей младшего школьного возраста). М., «Чтение для русских детей», 2007.
- Пахнет вербой каждый храм. Сыктывкар, изд-во «Кола», 2012 (книга стихотворений для детей на русском языке с параллельными переводами на коми язык; пер. Козлова Е. В.)
- Доброта. Сыктывкар, изд-во Союза писателей республики Коми, 2012 («Народная библиотека»; сборник стихов для детей с параллельными текстами на коми языке; пер. Козлова Е.).

### Переводы
- А. Ежов. Почему пришла весна (с мордовского-мокша). М., «Дет. лит.», 1988;
- Берестяная котомка (с финского). Сб. стихов поэтов Карелии. М., «Дет. лит.», 1990.